# Vuelta a Libia
La Vuelta a Libia (oficialmente: Tour of Libya) fue una carrera profesional de ciclismo en ruta por etapas que se celebra en Libia, en el mes de marzo. 
Se disputa desde el 2007 integrado en el UCI Africa Tour, dentro de la categoría 2.2. En el 2009 no se disputó y en el 2010 se volvió a disputar pero esta vez reduciendo la carrera en 2 jornadas pasando de las 7 de las primeras ediciones a 5.

## Palmarés
| Año  | Ganador                | Segundo              | Tercero              |
| ---- | ---------------------- | -------------------- | -------------------- |
| 2007 | Ahmed Mohammed Ali     | Omar Hasanin         | Hassan Ben Nasr      |
| 2008 | Omar Hasanein          | Roman Broniš         | Pavol Polievka       |
| 2009 | edición no realizada   | edición no realizada | edición no realizada |
| 2010 | Ahmed Youssef Belgasem | Meran Rusam          | Driss Hnini          |

## Palmarés por países
| País  | Victorias |
| ----- | --------- |
| Libia | 2         |
| Siria | 1         |